# Râul Neagra, Bâsca Mică
Râul Neagra este curs de apă afluent al râului Bâsca Mică. 

## Hărți
- Harta Munții Buzăului [nefuncțională – arhivă]